# Santa Maria in Cosmedin-templom
A Santa Maria in Cosmedin egyike Róma híres templomainak a Forum Boarium nevű területen (a Capitolium és Palatinus dombok között), a Piazza della Bocca della Veritàn. 
Az ókori város piacának helyére, a 6. században, egy ókori Hercules-szentélybe építették bele. 1123-ban nyerte el mai alakját. A 12. században hozzáépült egy hétemeletes román stílusú harangtorony és az előcsarnok. A 19. században barokk homlokzatát lebontották, s eredeti formáját kapta vissza. 
Háromhajós templom, az. ún. cosmaták negyedének temploma. Belső díszítése különösen figyelemre méltó: kórusa, püspöki trónja, antik vörösgránit oltárja, görög mozaikpadlója egyszerű szépségű. A sekrestye mozaikképe egykor a régi Szent Péter-bazilikában volt.  
Amiért azonban mégis a látogatók kedvencévé vált, az nem más, mint a Bocca della Verità, azaz az Igazság szája. A Cloaca Maxima ókori csatorna fedele volt egykor a templom előcsarnokának falán felállított pajzsszerű arc. Egy középkori babona szerint félelmetes állkapcsa leharapja a hazug emberek kezét. A jegyesek ezért elmentek az igazság szájához, hogy hűségüket párjuknak bizonyítsák. A 20. században érdekes turistalátványossággá vált.